# Inntal
Inntal är en dal i Österrike.   Den ligger i förbundslandet Tyrolen, i den västra delen av landet, 400 km väster om huvudstaden Wien.
I omgivningarna runt Inntal växer i huvudsak barrskog. Runt Inntal är det ganska glesbefolkat, med 47 invånare per kvadratkilometer.